# 相川葵
相川 葵（あいかわ あおい、1982年3月28日 - ）は日本のタレント、コラムニスト。岐阜県出身。

## 人物
過去にジャパンアクションエンタープライズに所属しており、芝居や日舞、殺陣の経験がある。
現在はフリーとして活動している。
趣味は海外旅行、温泉、パソコン、カラオケであり、特技は催眠術、降霊術、殺陣、風水、占い。
武蔵野美術大学を卒業しており、「2020年パリ 国際公募美術展サロン・ドートンヌ展」にて入選した経歴を持つ。

## 出演

### テレビ番組
- 徳川無頼帳 - 町娘 役
- 武井壮しらべ 誰もやらなきゃオレがやる!!（2014年8月22日、TOKYO MX）（映像）
- ダラケ! 〜お金を払ってでも見たいクイズ〜（2014年11月13日、BSスカパー!）
- 村上マヨネーズのツッコませて頂きます!（2014年12月14日・21日、関西テレビ）
- そんなバカなマン（2015年8月4日、フジテレビ）
- 世界法廷ミステリー〜美しき妻たちの破滅〜（2015年10月11日、フジテレビ） - 記者役
- 菊地亜美の女子力向上委員会（2016年、TOKYO MX）
- 田村淳の地上波ではダメ!絶対!（2016年10月31日・2020年3月5日、BSスカパー！）
- KissBee Ventures（2016年8月1日、千葉テレビ放送）
- 櫻井・有吉THE夜会（2017年1月5日、TBS）
- バラいろダンディ（TOKYO MX）
- 水曜日のダウンタウン（2021年3月31日、TBS）[5]

姉が踊り子で妹が占い師のマーニャとミネアパターン姉妹どこかに存在する説『マリフォーチュン』に出演した。
- キミもマンガの主人公 週刊ケッカマチ（2021年4月18日、朝日放送テレビ）[7]

地上波の連続ドラマへの出演をかけたオーディションの結果待ちの取材を受けた。

### インターネット番組
- スリルな夜!（2017年3月7日、AbemaTV）
- オンナの噂研究所（2017年2月2日、BeeTV）
- 禁断ガール（NOTTV）
- 相川葵の催眠学園（流行学園.TV）

### 映画
- LOVE in Tokyo - ホテルのフロント役
- クリーピー 偽りの隣人[8]

### コラム
- MENJOY（小学館）[9]
- ハウコレ[10]
- 女子SPA![11]
- 淫欲の系譜（2017年11月1日 - 30日、スポニチ）

### ラジオ
- マギーズカフェ
- 聴くだけで幸せになれる 開運催眠ラジオチャンネル（hearr）
- 波田陽区のラジオ侍!（催眠術師役）
- J-WAVE AVALON 「夏の終わりのミステリー!AVALON超常現象SP!〜IMA〜」
- WANIMAのオールナイトニッポン（ニッポン放送）

### CM
- マニュライフ生命『人生の車窓から』[2]

### アプリ
- 催眠霊能力者（メディア工房）[12]
- 心霊催眠術（puipui）[13]
- 相性占い決定版　名前占い・数秘占い・霊視で相性丸わかり